# Tsukuba (Berg)

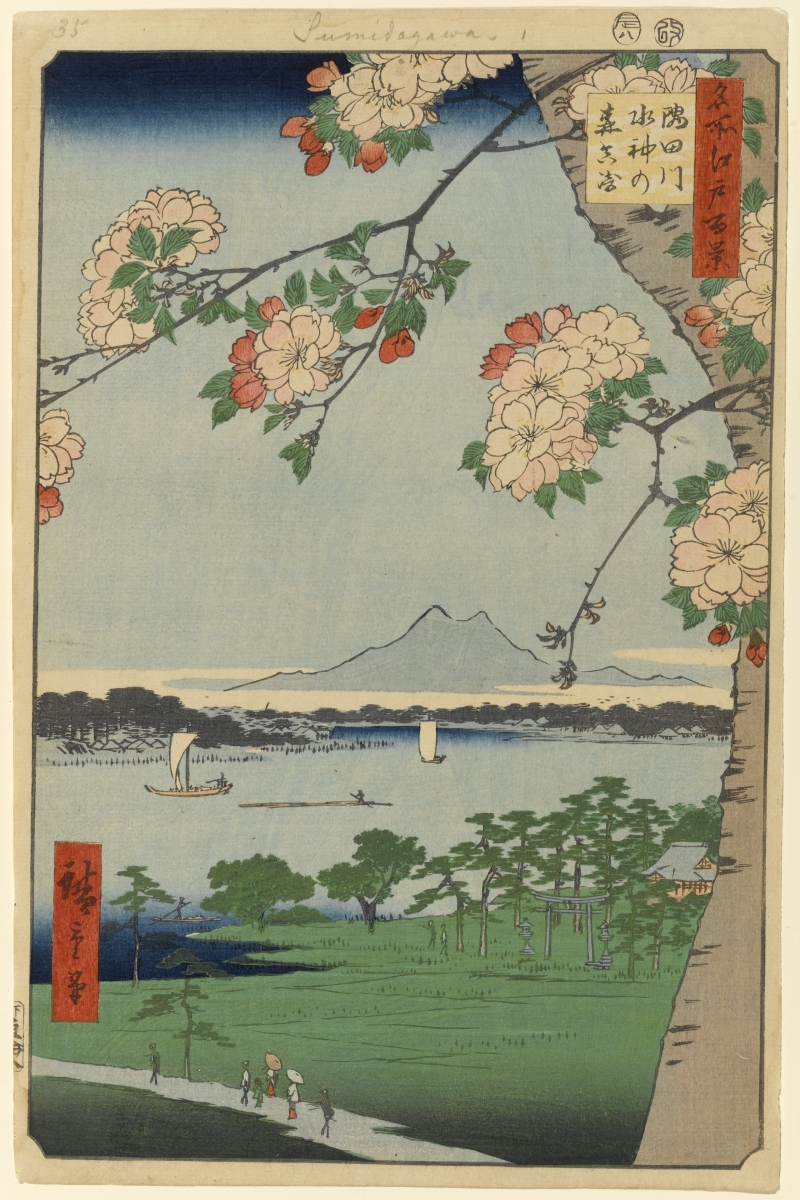
Tsukuba (Hiroshige)

Der Tsukuba (jap. 筑波山, -san) ist ein Berg bei Tsukuba in Japan. Der Tsukuba hat zwei Gipfel, den Nyotai-san (女体山, wörtlich: „weiblicher Körper“) im Osten (877 m) und den Nantai-san (男体山, wörtlich: „männlicher Körper“) im Westen (871 m). Er ist einer der bekanntesten Berge Japans, auch wegen seines Shintō-Schreines.
Viele Touristen besteigen jedes Jahr den Berg um von seinem Gipfel die Aussicht auf die Kantō-Ebene zu genießen. Im Gegensatz zu den meisten Bergen Japans ist der Tsukuba nicht vulkanischen Ursprungs, sondern besteht aus nichtvulkanischen Gesteinen wie Granit und Gabbro. Der Berg ist für einen besonders schönen Granit bekannt, der hier bis heute abgebaut wird.

## Geschichte
Der Nyotai-san repräsentiert die weibliche Gottheit Izanami, der Nantai-san die männliche Gottheit Izanagi, die beiden Urgötter des japanischen Schöpfungsmythos.
Im Altertum fanden auf dem Nyotai-san kagai statt. Dies waren orgiastische Feste, an denen Männer und Frauen aus nah und fern teilnahmen und die Männer wohl auch um die Gunst der Frauen Liebeslieder wettsangen. Diese Feste dienten dabei auch als Hochzeitsrituale und ahmten die Verbindung der beiden Berge nach, womit die dabei entstandenen Kinder göttlichen Segen hatten. Beschreibungen davon finden sich im Fudoki der Provinz Hitachi, das 721 fertiggestellt wurde, sowie in verschiedenen Gedichten im Man’yōshū, welches im Jahre 759 zusammengestellt wurde. Folgendes Gedicht darin lässt darauf schließen, dass nicht nur Unverheiratete teilnahmen, sondern die Ritualität des Festes auch straffrei Seitensprünge erlaubte:

「鷲住 筑波乃山之 裳羽服津乃 其津乃上尓 率而 未通女壮士之 徃集 加賀布嬥歌尓 他妻尓 吾毛交牟 吾妻尓 他毛言問 此山乎 牛掃神之 従来 不禁行事叙 今日耳者 目串毛勿見 事毛咎莫」

„Washi no sumu / Tsukuha no yama no / Mohakitsu no / sono tsu no ue ni / adomohite / wotome wotoko no / yukitsudohi / kagafu kagahi ni / hitozuma ni / ware mo majiramu / waga tsuma ni / hito mo kototohe / kono yama wo / ushihaku kami no / mukashi yori / isamenu waza zo / kefu nomi ha / megushi mo na miso / koto mo togamu na“

“On the Mountain of Tsukuba / Where the eagles dwell / Near the Wells of Mohakitsu, / Seeking each other, in song of Kagai, / I will seek the wives of other men / And let other men woo my own. / The gods dwelling in these mountains / Have allowed this / Since olden times; / Do not make exception today / And do not reproach the lovers / And blame them not.”

Der Berg mit seiner charakteristischen Doppelspitze ist an klaren Tagen von Tokio aus zu sehen. Unter anderen hat ihn Utagawa Hiroshige in seinen 100 berühmte Ansichten von Edo mehrfach abgebildet, gewissermaßen als Gegenstück zum Berg Fuji im Westen.

## Sehenswürdigkeiten
- Am südlichen Hang befindet sich der Shintō-Schrein Tsukubasan-jinja (筑波山神社), der im 7. Jahrhundert gegründet worden sein soll und in dem der Berg verehrt wird. Während der Edo-Zeit (1603–1868) erhielt er mehrere große Spenden der Regierung Edos (das heutige Tokio). Der Schrein sollte im Gegenzug als kimon (鬼門, „Dämonentor“) die Hauptstadt vor Unheil bewahren. Das Geld wurde zum Aufbau von Pavillons verwendet, die man besichtigen kann.[3]
- Ganz in der Nähe steht der kleine Tempel Ōmi-dō.
- Hinter dem Shintō-Schrein beginnt die Standseilbahn Tsukuba (Tsukuba-san Cable Car; 筑波山ケーブルカー), die bis kurz an den Gipfel des Nantai-san reicht. In die Nähe des Nyotai-san führt die Tsukuba-Luftseilbahn (Tsukuba-san Ropeway; 筑波山ロープウェイ).
- Auf dem Shirakumobashi-Wanderweg befinden sich mehrere ungewöhnliche Felsformationen, darunter Defune-Irifune (出船入船) – zwei Steine die wie aus- (defune) bzw. einlaufende Schiffe (irifune) aussehen.[4]

## Wanderrouten
Zur Spitze des Tsukubas gibt es neben der Seilbahn insgesamt vier Routen. Diese unterscheiden sich von der Starthöhe, dem Anstieg, der Länge, Steigung und Dauer.
Eine Übersicht aller Routen:
| Name                                 | Länge [km] | Höhenunterschied [m] | Gipfel     |
| ------------------------------------ | ---------- | -------------------- | ---------- |
| Miyukigahara Course (御幸ヶ原コース) | 2,5        | 610                  | Nantai-san |
| Mukaeba Course (迎場コース)          | 1,6        | 190                  | Nyotai-san |
| Shirakumobashi Course (白雲橋コース) | 2,8        | 610                  | Nyotai-san |
| Otatsuishi Course (おたつ石コース)   | 1,0        | 200                  | Nyotai-san |

Die beliebteste Route ist der Aufstieg über den Miyukigahara Course und der Abstieg über den Shirakumobashi Course. Der Mukaeba Course verbindet Otatsuishi und Shirakumobashi.
Um den Gipfel führt auf einer gleichmäßigen Höhenlinie der „Naturstudiumpfad“ (自然研究路, shizen kenkyūro) über 1,5 km.